# Arseto Solo
El Arseto Solo fue un equipo de fútbol de Indonesia que militó en la Galatama.

## Historia
Fue fundado en el año 1977 en la localidad de Solo, en Java Central, pero antes de 1983, el equipo jugaba en la capital Yakarta, ganando el título de liga en 1 ocasión y 1 subcampeonato, aparte de habar ganado 2 títulos de Copa.
A nivel internacional participó en 1 torneo continental, en la Copa de Clubes de Asia del año 1993, donde alcanzó la fase de grupos.
Desapareció en el año 1998 durante el conflicto interno que afectó a Indonesia.

## Palmarés
- Galatama: 1

1992
- - Subcampeón: 1

1985
- Liga Piala: 1

1985
- Invitacional Galatama-Perserikatan: 1

1985

## Participación en competiciones de la AFC
- Copa de Clubes de Asia: 1 aparición

1993 - Fase de grupos

## Jugadores destacados
| - Ricky Yakobi - Eddy Harto - Nasrul Koto | - Edward Tjong - Tonggo Tambunan - Edu Hombert | - Yunus Mukhtar - Benny VB |